# 9817 Thersander
9817 Thersander è un asteroide troiano di Giove del campo greco. Scoperto nel 1960, presenta un'orbita caratterizzata da un semiasse maggiore pari a 5,2700034 UA e da un'eccentricità di 0,0394493, inclinata di 9,16530° rispetto all'eclittica.
L'asteroide è dedicato a Tersandro, re di Tebe. Al medesimo personaggio è dedicato anche l'asteroide 4902 Thessandrus.